# ایکه‌هار
ایکه‌هار (به هلندی: Ekehaar) یک منطقهٔ مسکونی در هلند است که در آ ان هونزه واقع شده‌است. ایکه‌هار ۲۶۶ نفر جمعیت دارد.